# Fast Food Nation
Fast Food Nation is een Amerikaans/Britse dramafilm, geregisseerd door Richard Linklater. Het scenario is geschreven door Linklater en Eric Schlosser en is losjes gebaseerd op Schlossers gelijknamige non-fictiebestseller uit 2001.
De Amerikaanse krant "The New York Times" beschouwt de film als "de belangrijkste politieke Amerikaanse film sinds Fahrenheit 9/11 van Michael Moore" (the most essential political film from an American director since Michael Moore's Fahrenheit 9/11).
De film is gemaakt op locatie in Austin en Houston, Texas en Colorado Springs, Colorado en tevens in Mexico. Het slachthuis uit de film staat in Mexico. De film was het acteerdebuut van popzangeres Avril Lavigne.

## Verhaal
Don Henderson, de marketingmanager van een grote Amerikaanse fastfoodketen, heeft een probleem. Er zit besmet vlees in de "Big One", de best verkopende burger van de keten. Don moet op onderzoek uit in de slachthuizen waar het vlees vandaan komt. Don komt erachter dat deze 'Fast Food Nation' een land is waarin het de consumenten zijn, die geconsumeerd worden door een industrie die grote milieu-, gezondheids- en sociale problematiek veroorzaakt. Verschillende verhaallijnen worden gevolgd: naast Don maken we kennis met een jonge, ambitieuze baliemedewerkster van de keten en met een groep illegale immigranten uit Mexico, die in het slachthuis gaan werken.

## Personages
- Don Anderson (Greg Kinnear) is getrouwd en vader van een jongetje. Hij werkt als vicedirecteur van de marketingafdeling van fastfoodgigant Mickey's
- Sylvia (Catalina Sandino Moreno) is een moedig kamermeisje in een hotel. Ze is een illegale Mexicaanse immigrant die naar de VS is gekomen om een betere toekomst te vinden.
- Raul (Wilmer Valderrama) is de echtgenoot van Sylvia. Hij werkt bij U.M.P.-slachterij die het vlees aan Mickey's levert.
- Amber (Ashley Johnson) is een nieuwsgierige studente die bij Mickey's restaurant in Cody werkt.
- Coco (Ana Claudia Talancón) is de zuster van Sylvia die ook door de slachterij wordt tewerkgesteld.
- Brian (Paul Dano) is een minder ambitieuze medewerker van Amber.
- Mike (Bobby Cannavale) is een vrouwenhater die bij de slachterij als opzichter werkt.
- Tony (Esai Morales) is de baas van het fastfoodrestaurant waar Amber en Brian werken.
- Gerald 'Paco'  (Lou Taylor Pucci), een activist die in opstand wil komen tegen de consumptiemaatschappij.
- Alice (Avril Lavigne), een medeactiviste van Paco en Amber.
- Pete (Ethan Hawke), de oom van Amber, die bij haar en haar moeder op bezoek komt.
- Benny (Luis Guzmán), chauffeur die illegale Mexicaanse immigranten de VS in loodst.
- Harry Rydell (Bruce Willis), een cynische manager van "Mickey's", die Don de les leest over de vleesindustrie.
- Rudy Martin (Kris Kristofferson), een charismatische veeboer die Don vertelt wat er zich in de slachterij afspeelt.

## Prijzen en nominaties
Richard Linklater werd genomineerd voor een Palme d'Or op het filmfestival van Cannes. De Imagen Foundation nomineerde Wilmer Valderrama voor "Beste Acteur".
De film won in de categorie "Best Feature Film" bij de 21ste Genesis Awards.